# Michele Carafa

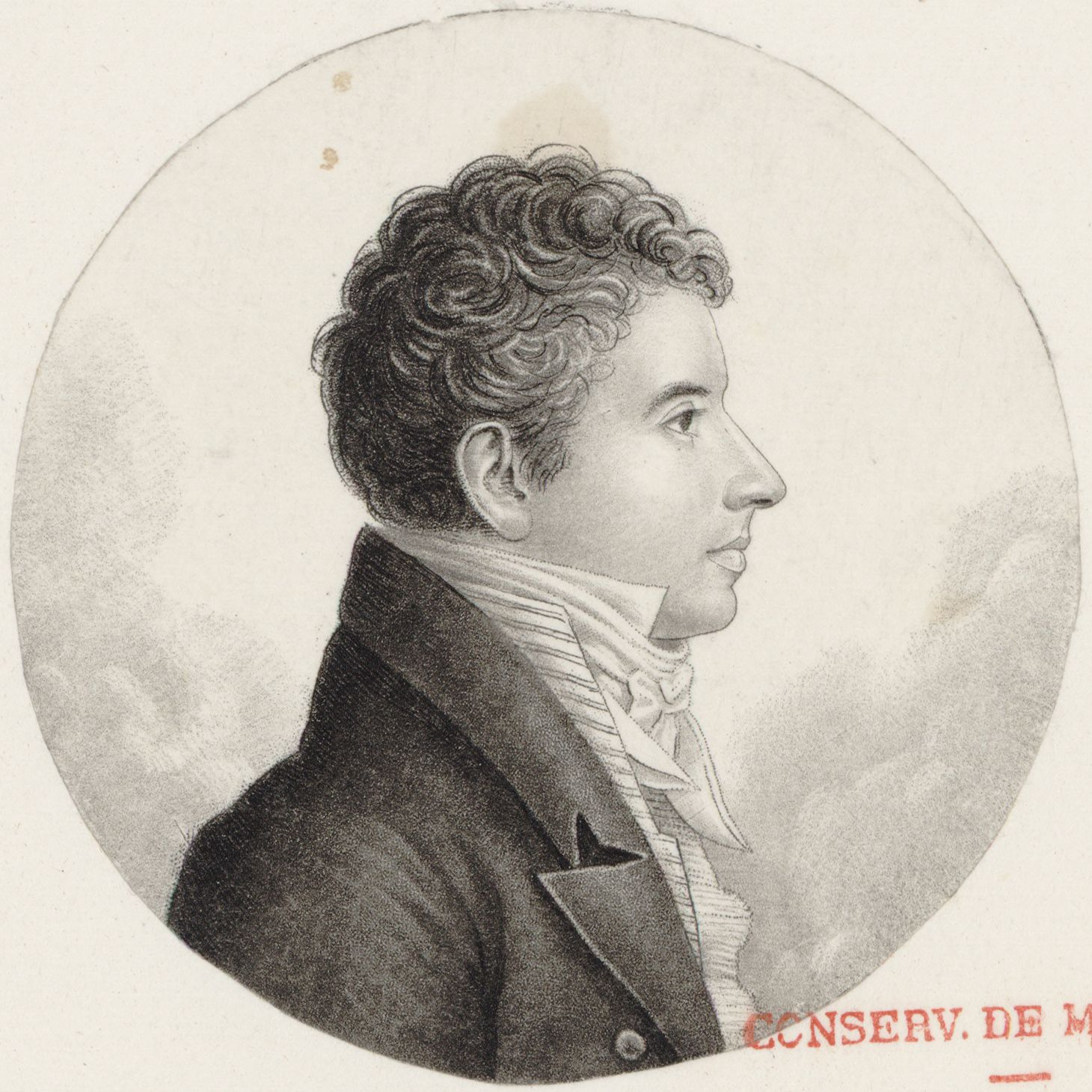
Michele Carafa

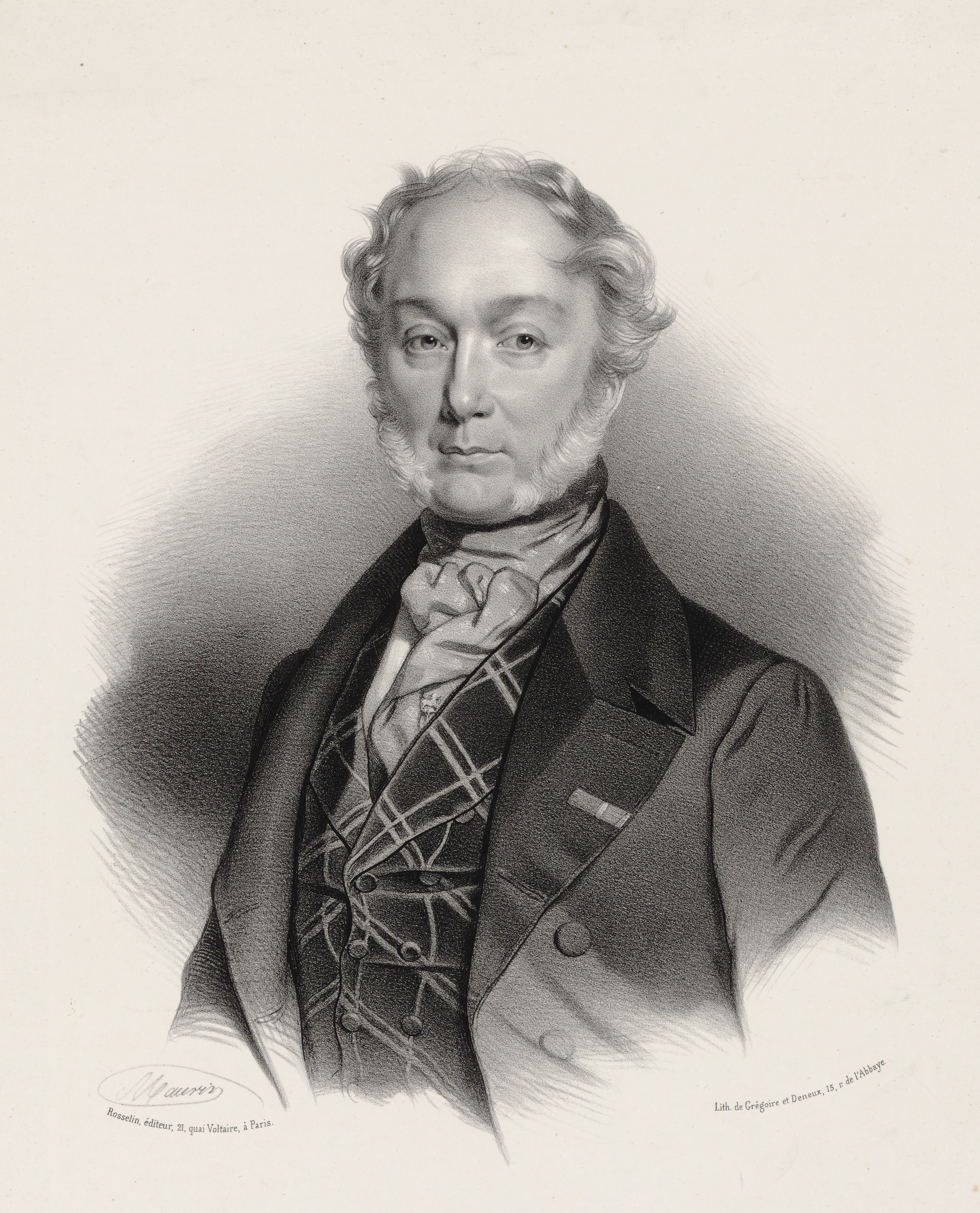
Michele Carafa

Michele Enrico Francesco Vincenzo Aloisio Paolo Carafa de Colobrano (* 17. November 1787 in Neapel; † 26. Juli 1872 in Paris) war ein italienischer Opern-Komponist und ein Vertreter der sogenannten Neapolitanischen Schule.

## Leben
Michele Carafa entstammte der neapolitanischen Adelsfamilie der Carafa di Colobrano; seine Mutter war eine geborene Rothschild. Auf Grund seiner früh erkannten musikalischen Begabung gestattete die Familie ihm, Musik zu studieren, bevor er sich der Familientradition folgend dem Militärdienst zuwandte. Als persönlicher Adjutant Joachim Murats nahm an den Feldzügen Napoleons gegen Russland teil; nach dem Sturz Murats wandte sich Carafa wieder der Musik zu. Seine Oper Gabrielle da Vergy, die einen beziehungsunfähigen Sadisten porträtiert, ist sein Begrüßungsgeschenk für den nach Neapel zurückkehrenden König Fernando I. Das war möglich, da Carafa aus dem neapolitanischen Hochadel stammte und ein Cousin Oberaufseher der Königlichen Theater war. Als sich die politische Reaktion in Neapel nach 1825 verschärfte, ging Carafa (ähnlich Gioachino Rossini) wieder nach Paris. Dank seiner perfekten Französischkenntnisse hatte er (anders als Rossini) keine Probleme, sein Schaffen umgehend als Komponist französischer Opern fortzusetzen. Nach der Julirevolution von 1830 wurden die Leistungen der Bonapartisten von Staats wegen anerkannt: so erhielt Carafa zunächst die französische Staatsbürgerschaft, später auch eine Ehrenpension. Von 1837 bis 1870 war er Kompositionslehrer am Pariser Konservatorium. Mit Rossini blieb er lebenslang befreundet. Legendär waren deren Ausflüge in den Bois de Bologne: Carafa (als Offizier) hoch zu Ross, Rossini bequem im Landauer. 1860 erlebte er noch den Sturz der Bourbonen in Neapel und die Einigung Italiens unter liberalen Vorzeichen als Verfassungsstaat. Das ermöglichte ihm die Aussöhnung mit seinem Heimatland, so dass er seinen musikalischen Nachlass dem Conservatorio di Musica in Neapel vermachte.
Carafa selbst erhielt zunächst Musikunterricht am Konservatorium von Neapel; 1805/06 perfektionierte er seine Studien in Paris bei Luigi Cherubini. Auch während seiner Militärzeit scheint er ein aufmerksamer Beobachter der musikalischen Entwicklung gewesen zu sein. Jedenfalls komponiert er nach 1815 eher in der Art von Gioachino Rossini und (später) Daniel-François-Esprit Auber. Zu seinen erfolgreichsten französischen Opern zählen Le solitaire und Masaniello. Musikgeschichtlich bedeutsamer ist aber sein Beitrag zur italienischen Operngeschichte: Gabriella da Vergy von 1816 ist die erste italienische Oper, bei der der Tod der Hauptdarstellerin auf offener Bühne nicht nur angedeutet, sondern durch eine Sterbearie ausgesungen wird. Sie war das unmittelbare Vorbild für Rossinis Otello und daran anschließend alle „melodrame romantiche“ eines Vincenzo Bellini oder Gaetano Donizetti. 2006 wurde beim Festival Rossini in Wildbad seine Oper I due Figaro (Mailand 1820) wieder aufgeführt. Auch diese Oper war ein politisches Manifest: Zusammen mit Felice Romani entwarf Carafa dabei eine Fortsetzung der Geschichte des Verhältnisses von Figaro und dem Conte Almaviva, die sich als musikalische Kritik auf die mit den Karlsbader Beschlüssen von 1819 einsetzende verschärfte politische Restauration der 1820er Jahre verstehen lässt.

## Werke (Opern)
- Il fantasma (1805, Privattheater Principe Caramanico, Neapel)
- Il prigioniero (1805, Neapel)
- La musicomania (1806, Paris)
- Il vascello d’Occidente (14. Juni 1814 Teatro del Fondo, Neapel)
- Mariti aprite gli occhi! ossia La gelosia corretta (1815 Teatro dei Fiorentini, Neapel) – Wiederaufführung unter dem Titel Männer! Augen auf! in der Neuburger Kammeroper 2011
- Gabriella di Vergy (3. Juli 1816 Teatro del Fondo, Neapel) – das Libretto verwendete Donizetti 1826 für die Urfassung seiner Oper Gabriella di Vergy  bzw. Saverio Mercadante für seine Oper Gabrielle da Vergy Lissabon 1828/Genua 1832
- Ifigenia in Tauride (19. Juni 1817 Teatro San Carlo, Neapel)
- Adele di Lusignano (27. September 1817 Teatro alla Scala, Mailand)
- Berenice in Siria (29. Juli 1818 Teatro San Carlo, Neapel)
- Elisabetta in Derbyshire, ossia Il castello di Fotheringhay (26. Dezember 1818 Teatro La Fenice, Venedig)
- Il sacrifizio d’Epito (26. Dezember 1819 Teatro La Fenice, Venedig)
- I due Figaro, o sia Il soggetto di una commedia (6. Juni 1820 Teatro alla Scala, Mailand) – Wiederaufführung mit DVD-Einspielung bei Rossini in Wildbad 2006
- La festa di Bussone (28. Juni 1820 Teatro Ré, Mailand)
- Jeanne d'Arc à Orléans (10. März 1821 Opéra-Comique, Paris)
- La capricciosa ed il soldato, o sia Un momento di lezione (26. Dezember 1821 Teatro Apollo, Rom)
- Le solitaire (22. August 1822 Opéra-Comique, Paris)
- Eufemio di Messina (26. Dezember 1822 Teatro Argentina, Rom)
- Abufar, ossia La famiglia araba (28. Juni 1823 Kärntnertortheater, Wien)
- Le valet de chambre (16. September 1823 Opéra-Comique, Paris)
- Tamerlano (geschrieben 1823–1824 für das Teatro San Carlo, Neapel)
- L’auberge supposée (26. April 1824 Opéra-Comique, Paris)
- Il sonnambulo (13. November 1824 Teatro alla Scala, Mailand)
- La belle au bois dormant (2, März 1825 Théâtre de l’Opéra, Paris)
- Gl’italici e gl’indiani (4. Oktober 1825 Teatro San Carlo, Neapel)
- Il paria (4. Februar 1826 Teatro La Fenice, Venedig)
- Sangarido (19. Mai 1827 Opéra-Comique, Paris)
- Les deux Figaro (22. August 1827 Théâtre Odéon, Paris)
- Masaniello, ou Le pêcheur napolitain (27. Dezember 1827 Opéra-Comique, Paris) – Wiederaufführung bei Rossini in Wildbad 2024
- La violette (7. Oktober 1828 Opéra-Comique, Paris) in Zusammenarbeit mit Leborne
- Jenny (26. September 1829 Opéra-Comique, Paris)
- Le nozze di Lammermoor (12. Dezember 1829 Théâtre-Italien, Paris)
- L'auberge d’Aury (11. Mai 1830 Opéra-Comique, Paris) in Zusammenarbeit mit Hérold
- La lure de l’hermite (11. August 1831 Opéra-Comique, Paris)
- La marquise de Brinvilliers (31. Oktober 1831 Opéra-Comique, Paris), in Zusammenarbeit mit Auber, Batton, Berton, Blangini, Boieldieu, Cherubini, Hérold, Paër
- La prison d’Edimbourg (20. Juli 1833 Opéra-Comique, Paris), nach Walter Scotts The Heart of Midlothian
- La maison du rempart, ou Une journée de la Fronde (7. November 1833 Opéra-Comique, Paris)
- La grande duchesse (16. November 1835 Opéra-Comique, Paris)
- Thérèse (26. September 1838 Opéra-Comique, Paris)
- Les premiers pas (15. November 1847 Opéra-National, Paris) in Zusammenarbeit mit Adam, Auber, Halévy